# Općina Gazi Baba
Gazi Baba (makedonski: Гази Баба ) je jedna od 10 općina koje tvore grad Skoplje, glavni grad Sjeverne Makedonije.
Ime ove općine dolazi od toponima iz vremena otomanske vladavine, od turske složenice, Gazi što znači "ratnik" i baba, koja pak znači "otac". 

## Zemljopisne odlike
Općina Gazi Baba graniči sa;  Općinom Petrovec, Općinom Studeničani i Općinom Aerodrom na jugu, Općinom Centar, Općinom Čair i Općinom Butel na zapadu, Općinom Lipkovo na sjeveroistoku,  Općinom Aračinovo i Općinom Ilinden na istoku.

## Stanovništvo
Po posljednjem službenom popisu 2002 općina Gazi Baba imala je 72 617 stanovnika.
Nacionalni sastav:
- Makedonci = 73,5%
- Albanci = 17,3%
- Srbi = 2,9%
- Romi = 0,8%
- Vlasi = 0,3%
- Ostali =1,3%

## Vanjske poveznice
- Općine Sjeverne Makedonije